# Azov
Azov (rusky Азо́в; dříve též Tanais, Tana, Azak) je město v Rostovské oblasti v jižním Rusku. Leží na řece Donu, 7 km od zálivu Azovského moře, kterému dalo název, a asi 45 km od oblastního města Rostov na Donu, se kterým je spojen železnicí s příměstskou dopravou. Žije zde 83 000 obyvatel.

## Dějiny
Azov je jedním z nejstarších sídel Ruska; v antice zde byla řecká kolonie, zničená ve 3. století Góty. Ve středověku bylo město obnoveno a ve 13.–14. století žilo z obchodu mezi Zlatou Hordou a janovskými a benátskými kupci.
Roku 1471 dobyli město Turci a zbudovali zde pevnost, která odolávala do roku 1637, kdy ji dobyli donští a záporožští kozáci, kteří jej drželi až do roku 1642. V následujících sto letech, kdy se carské Rusko snažilo získat přístup k moři, však stále měnila majitele a když se Azov roku 1708 stal sídlem jedné z prvních gubernií, musel být po třech letech opět předán Turkům a Azovská gubernie přesídlila do Voroněže. Definitivně byl Azov přiznán Rusku teprve roku 1774.
Během 19. a 20. století, kdy měl střídavě status pevnosti a města, byl kdysi významný Azov zastíněn sousedním Rostovem (kolem milionu obyvatel) a dnes je nevelkým rajónním městem.

## Partnerská města
- Bijeljina, Bosna a Hercegovina
- Courbevoie, Francie
- Feodosija, Ukrajina
- Pylos, Řecko
- Sečanj, Srbsko